# Röåsjön
Röåsjön är en sjö i Karlsborgs kommun i Västergötland och ingår i Motala ströms huvudavrinningsområde. Sjön har en area på 0,0634 kvadratkilometer och ligger 135,9 m ö.h.

## Delavrinningsområde
Röåsjön ingår i det delavrinningsområde (647590-141573) som SMHI kallar för Rinner till 648861-144785. Medelhöjden är 136 m ö.h. och ytan är 55,55 kvadratkilometer. Det finns inga delavrinningsområden uppströms utan avrinningsområdet är högsta punkten. Delavrinningsområdets utflöde Motala Ström mynnar i havet. Delavrinningsområdet består mestadels av skog (43 %), öppen mark (14 %) och jordbruk (32 %). Avrinningsområdet har 0,69 kvadratkilometer vattenytor vilket ger avrinningsområdet en sjöprocent på 0,7 %. Bebyggelsen i området täcker en yta av 1,61 kvadratkilometer eller 2 % av avrinningsområdet.